# Жубер, Сильвен
Сильвен Пьер Андре Жозеф Мари Жубер (фр. Sylvain Joubert; 28 июля 1944, Сен-Фильбер-де-Гран-Льё — 7 февраля 2000, Вильжюиф) — французский актёр театра, кино и телевидения, сценарист, режиссёр и писатель
.

## Биография
Учился актёрскому мастерству. Дебютировал в 1965 году.
В основном известен своими ролями на телевидении.
Снялся в 34 фильмах. Автор 13 киносценариев и нескольких книг.
Умер от рака.

## Избранная фильмография
- 1992—2007 — Кордье — стражи порядка
- 1984 — Ничьи женщины — актёр
- 1979 — Дух семьи — Пьер
- 1978 — Ne pleure pas — Томас Лафарг
- 1977 — Un amour de jeunesse
- 1976 — Синема 16 — Франсуа
- 1976 — Дом Альбера (2-я серия)
- 1972 — Приключение — это приключение — эпизод (нет в титрах)
- 1970 — Ноэль до четырёх ветров
- 1969 — Фредди
- 1966 — Демаркационная линия — эпизод (нет в титрах)

## Сценарист
- 1981 — Rioda
- 1981 — Гастон Лапуж
- 1976 — Комиссар Мулен
- 1976—1977 — Синема 16

## Режиссёр
- 1981 — Rioda